# Скалиджери
Скалиджери делла Скала (на италиански: Scaligeri, della Scala, famiglia scaligera) са италиански благородници, подести на Верона от 1260 до 1387 г.
След смъртта на Ецелино да Романо († есента 1259), който през 1226 г. е избран от град Верона за управител (Podestà), големият градски съвет избира през януари 1259 г. неговия последовател и сърегент Мастино I делла Скала (син на Якопино делла Скала) за Podestà del Popolo, който успява да направи господството (signoria) наследствено за своята фамилия. Фамилията управлява Верона 127 години.

## Известни от фамилията
Podestà на Верона:
- Лонардино (Мастино I) делла Скала 1259–1277
- Алберто I делла Скала 1277–1301
- Бартоломео I делла Скала 1301–1304
- Албоино I делла Скала 1304–1311
- Алберто II делла Скала 1311–1352
- Франческо (Кангранде I) делла Скала 1311–1329
- Мастино II делла Скала 1329–1351
- Кангранде II делла Скала 1351–1359
- Албоино II делла Скала 1359–1365
- Кансинорио делла Скала 1365–1375
- Бартоломео II делла Скала 1375–1381
- Антонио I делла Скала 1381–1387